# ناتسومي تسونودا
ناتسومي تسونودا (باليابانية: 角田夏実)، من مواليد 6 أغسطس 1992، هي لاعبة جودو يابانية، اشتهرت تسونودا بأنها حصلت على أكثر من 12 ميدالية ذهبية في مختلف المنافسات الرياضية.